# Sierra de Gistredo
La sierra de Gistredo es un conjunto de estribaciones montañosas situadas en la franja suroccidental de la cordillera Cantábrica que separan las cuencas del Duero y Cuenca del Sil. Su pico más alto es el Valdeiglesias (2133 m s. n. m.); entre sus cumbres destacan también el Catoute, el Tambarón y el Nevadín.

## Toponimia
El nombre 'Gistredo' puede provenir del idioma Asturleonés que se habla en la zona el nombre en la lengua autóctona es Xistréu, la xistra, una planta de la familia de las apiáceas que crece en la zona, tradicionalmente usada para la confección de licores y tratamiento de dolencias gástricas.

## Geografía física
La sierra de Gistredo se encuentra al suroeste de la cordillera Cantábrica; abarca parte de los municipios de Murias de Paredes, Palacios del Sil, Páramo del Sil, Igüeña, Torre del Bierzo, Noceda, Toreno y Villablino, en las comarcas históricas de Laciana, Alto Sil y Omaña. Sus estribaciones forman el límite nororiental de la fosa del Bierzo.

### Orografía
Se compone de cordales orientados predominantemente de oeste-noroeste a este-sudeste, con cotas que superan fácilmente los 1900 m s. n. m. y dieciocho picos por encima de los 2000.  La estructura subyacente  tiene su origen en la orogenia Varisca, que plegó y fracturó el terreno en varias fases al final del Paleozoico. El macizo alcanzó su configuración actual  durante  a orogenia Alpina, consecuencia del choque de las placas africana y euroasiáticas, que elevó el terreno con respecto a la fosa del Bierzo y el efecto erosivo de los ríos y glaciares.
| º                                        |                        |                      |             |             |                |
| ---------------------------------------- | ---------------------- | -------------------- | ----------- | ----------- | -------------- |
| Nombre                                   | Subsierra              | Altitud (m s. n. m.) | Prominencia | Aislamiento | Pico padre     |
| Peña Valdeiglesias (Valdeiglesias)       | Altos de la Carranca   | 2133                 | 700         | 20.09       |                |
| Pico La Cernella o Ceruela               | Catoute                | 2116                 | 315         | 3.07        | Valdeiglesias  |
| Pico Catoute                             | Catoute                | 2112                 | 95          | 1.01        | La Cernella    |
| Pico Braña de la Pena                    | Altos de la Carranca   | 2097                 | 101         | 0.90        | Valdeiglesias  |
| Pico Tambarón                            | Tambarón               | 2097                 | 193         | 4.40        | La Cernella    |
| Peña La Portilla (Tambarón Sur o Peñoña) | Tambarón               | 2095                 | 49          | 0.47        | Tambarón       |
| Pico Nevadín                             | Joyas del Nevadín      | 2077                 | 383         | 4.32        | La Cernella    |
| Pico Arcos del Agua (Fernán Pérez)       | Sierra de Fernán Pérez | 2061                 | 421         | 0.59        | Tambarón       |
| Altos de Calánganas (o Calongán)         | Catoute                | 2048                 | 24          | 0.28        | Catoute        |
| Pico Lago                                | Altos de la Carranca   | 2046                 | 21          | 0.18        | Valdeiglesias  |
| La Robeza (Rebeza)                       | Catoute                | 2032                 | 77          | 0.41        | La Cernella    |
| Peña Grande o Lagunón                    | Joyas del Nevadín      | 2027                 | 50          | 0.64        | Nevadín        |
| Peñona de Brañalibrán                    | Catoute                | 2015                 | 105         | 1.19        | La Robeza      |
| Peña Cefera                              | Sierra de Fernán Pérez | 2010                 | 39          | 0.47        | Arcos del Agua |
| Brañueco                                 |                        | 2009                 | 94          | 1.03        | La Robeza      |
| Pico Fana Rubia                          | Catoute                | 2008                 | 15          | 361         | Catoute        |
| Peña Vendimia                            | Joyas del Nevadín      | 2008                 | 10          | 0.21        | Nevadín        |
| Pico Monteviejo                          |                        | 2006                 | 14          | 0.29        | Brañueco       |

### Hidrografía
La sierra de Gistredo forma parte del extremo norte de la línea separatoria de la cuenca del Duero, a la que pertenece la red fluvial del río Omaña, y de la cuenca Miño-Sil a la que pertenece la red fluvial  del Sil, cuyos afluentes la Brañina, la Seita, Matalavilla, ríos del Puerto, Valseco, Salentinos, Primout, Velasco, Noceda, Boeza y Tremor nacen en la sierra. Debido al desnivel entre las elevaciones de Gistredo y la fosa del Bierzo, los valles orientados hacia el oeste son más profundos y encajados, y los ríos y arroyos que transcurren por ellos tienen un mayor poder erosivo que los que se dirigen hacia los valles del Omaña, del Vallegordo y del  Valdesamario, dando lugar a la progresiva captura de la cabecera de la red fluvial del Duero.

## Naturaleza

### Geología
Geológicamente, la sierra de Gistredo se enclava en la Zona Asturoccidental-Leonesa (ZAOL). Las rocas más antiguas datan del Cámbrico, representado por la formación de Cándana, una sucesión de microconglomerados, areniscas, pizarras y cuarcitas, la formación Caliza de Vegadeo, constituida por mármoles, calizas y dolomías y la Serie de Los Cabos, formada por cuarcitas blancas que se alternan con areniscas y pizarras y cuyos niveles sedimentarios superiores pertenecen al Ordovícico Inferior. Las Pizarras de Luarca, caracterizada por pizarras negras ordovícicas, forman el nivel superior de los niveles estratigráficos. Los glaciares rocosos fósiles, formados después de la 
último gran período glaciar, forman uno de los conjuntos más notables de este tipo en España, siendo el glaciar rocoso de la Peñona de Brañalibrán el más grande y mejor conservado de todos los existentes tanto en la Cordillera Cantábrica como en los Montes de León.[cita requerida]

### Fauna y flora
Los tipos de vegetación predominantes en la sierra estás determinados por la geología, clima y actividades humanas. La alta proporción de rocas silíceas, resultante en suelos pobres y poco profundos y el clima continentalizado de inviernos fríos favorece una vegetación de mínimos requerimientos. Las actividades ganaderas también tienen un impacto. En las cotas más bajas se encuentran masas amplias de robledales y abedulares aislados, mientras que el matorral predomina a altitudes mayores. El enebro rastrero está muy extendido; otras especies representativas son el brezo y el arándano.
La sierra forma parte del hábitat del oso pardo en la montaña cantábrica. Otras especies destacables son, entre los mamíferos, el rebeco, y la liebre de piornal, especie endémica descrita por primera vez en estas montañas. Entre las aves se pueden mencionar la perdiz pardilla, el roquero rojo o el águila real.